# Élections législatives comoriennes de 1996
Les élections législatives comoriennes de 1996 ont lieu les 1er et 8 décembre 1996 afin de renouveler les membres de l'Assemblée fédérale des Comores à la suite de la dissolution anticipée de l'Assemblée.
43 sièges sont à pourvoir lors de ce scrutin majoritaire à deux tours pour un mandat de cinq ans. 37 sièges sont remportés dès le premier tour dont 32 pour le Rassemblement pour la démocratie et le renouveau. Ces élections sont boycottés par l'opposition qui dénoncent une mascarade

## Résultats
| Parti                                            | Sièges |
| ------------------------------------------------ | ------ |
| Rassemblement pour la démocratie et le renouveau | 36     |
| Front national pour la justice                   | 3      |
| Indépendants                                     | 4      |
| Total                                            | 42     |